# Alzirinha Camargo
Alzira Camargo (São Paulo, 10 de dezembro de 1915 — 9 de dezembro de 1982) foi uma cantora brasileira.

## Biografia
Nasceu no bairro do Brás e começou a cantar amadoristicamente na Rádio Record, assinando contrato com a Cruzeiro do Sul e, depois, com a Difusora. Em 1931, participou do filme Coisas nossas, considerado o primeiro filme musical brasileiro, junto de Procópio Ferreira, Zezé Lara, Batista Jr., Paraguaçu e outros.
Em 1935, convidada por Sílvia Autuori, foi procurar alguma oportunidade no Rio de Janeiro. Foi contratada pela Rádio Tupi e sua carreira começou a deslanchar. Um ano depois, gravou o primeiro disco na Victor, com a marcha Cinqüenta por cento (Lamartine Babo) e o samba Você vai se arrepender (Alberto Fadel, Germano Augusto e Kid Pepe). Ao entrar em contato com Alberto Quatrini Bianchi, este a convidou para se apresentar em sua rede de cassinos, espalhada por todo país.
No ano seguinte, se desentendeu com Carmen Miranda, pois esta, logo após gravar a marcha Querido Adão (Benedito Lacerda e Oswaldo Santiago), viajou para a Argentina, não podendo lançar a música no rádio. Os compositores então ofereceram-na a Alzirinha, que fazia o meso estilo de Carmen, e esta ficou com o sucesso. A partir de então, as duas se tornaram rivais.
Viajou para Buenos Aires, Argentina, ao lado do Regional de Benedito Lacerda, apresentando-se na Rádio El Mundo, em 1938. De volta ao Brasil, Benedito Lacerda compôs para ela a marcha Meu Buenos Aires querido, gravada por eles na Odeon.
Em 1939, apresentou-se no Cassino Atlântico com uma orquestra norte-americana regida por Ciro Rimac. No ano seguinte, a convite deste, viajou para os Estados Unidos da América, com um contrato assinado de seis meses. Lá permaneceu até 1949 e, nos três anos seguintes, percorreu pela Península Ibérica, apresentando-se no Casino Estoril, em Portugal. De volta ao Brasil em novembro de 1953, foi contratada pela Rádio Nacional, para o programa Gente que brilha de Paulo Roberto. Voltou a gravar em 1955, pela Polydor.
Trabalhou também em televisão, tanto no Rio como em São Paulo. Gravou ainda, no princípio dos anos 60, um disco pelo selo Guarani, sem maiores repercussões.

## Filmografia
- 1931 - Coiusas Nossas
- 1935 - Fazendo Fitas
- 1936 - Alô, Alô, Carnaval
- 1937 - O Grito da Mocidade
- 1954 - Agora É Que São Elas